# Gampong Baro (Bandar Dua)
Gampong Baro is een bestuurslaag in het regentschap Pidie Jaya van de provincie Atjeh, Indonesië. Gampong Baro telt 91 inwoners (volkstelling 2010).